# Hydraena decui
Hydraena decui är en skalbaggsart som beskrevs av Spangler 1980. Hydraena decui ingår i släktet Hydraena och familjen vattenbrynsbaggar. Inga underarter finns listade i Catalogue of Life.